# Banafi
Banafi (Ban Afi) ist ein osttimoresischer Suco im Verwaltungsamt Nitibe (Sonderverwaltungsregion Oe-Cusse Ambeno).

## Geographie

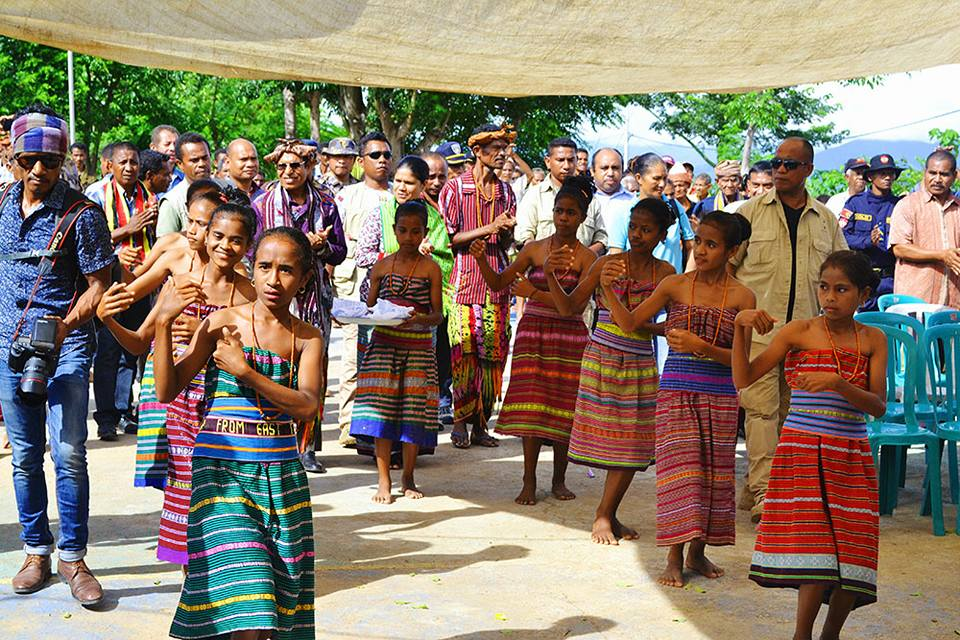
Tänzerinnen beim Empfang des Staatspräsidenten in Banafi (2017)

Vor der Gebietsreform 2015 hatte Banafi eine Fläche von 24,20 km². Nun sind es 22,99 km². Der Suco liegt im Südosten vom Verwaltungsamt Nitibe. Nordwestlich befindet sich der ebenfalls zu Nitibe gehörende Suco Lelaufe, nördlich befindet sich der Suco Cunha (Verwaltungsamt Pante Macassar), östlich die Sucos Usitasae und Usitaqueno (beide Verwaltungsamt Oesilo) und südlich die Sucos Abani und Malelat (beide Verwaltungsamt Passabe). Im Westen grenzt Banafi an den Nachbarstaat Indonesien. Die Grenze bildet der Fluss Kussi (der spätere Noel Besi). Der Bitaklele ist der Grenzfluss zu Cunha. An der Grenze zu Usitasae fließt der Malelui, der als Malelai ein Stück durch den Suco fließt, bevor er mit dem Bitaklele zusammen den Toko bildet, einen Nebenfluss des Tono. Der kleine Nifunitas-Wasserfall befindet sich im Südosten des Sucos (09° 25′ 05″ S, 124° 19′ 08″ O).
Im Westen Banafis befindet sich der Ort Kussi, im Südosten das Dorf Nefomtasa und im Norden Nunafa, Besatoko (Besatoco), Nefometan (Neofmetan) und Naofe. Östlich des Malelais liegt an der Überlandstraße von Passabe nach Nitibe der Ort Cuanobe, (Kuanobe). Die Straße führt auch durch das Dorf Noetoco (Noetoko) an der Nordspitze des Sucos am Bitaklele. In Nefomtasa und Neotoco befinden sich jeweils Grundschulen. In Besatoko befindet sich ein Tagungszentrum (Sede encontro Besatoko).
Im Suco befinden sich die drei Aldeias Cuanobe, Hautefo und Nefometan.

## Einwohner
In Banafi leben 1.968 Einwohner (2022), davon sind 1.021 Männer und 947 Frauen. Im Suco gibt es 463 Haushalte. Fast 100 % der Einwohner geben Baikeno als ihre Muttersprache an. Nur eine kleine Minderheit spricht Tetum Terik.

## Geschichte

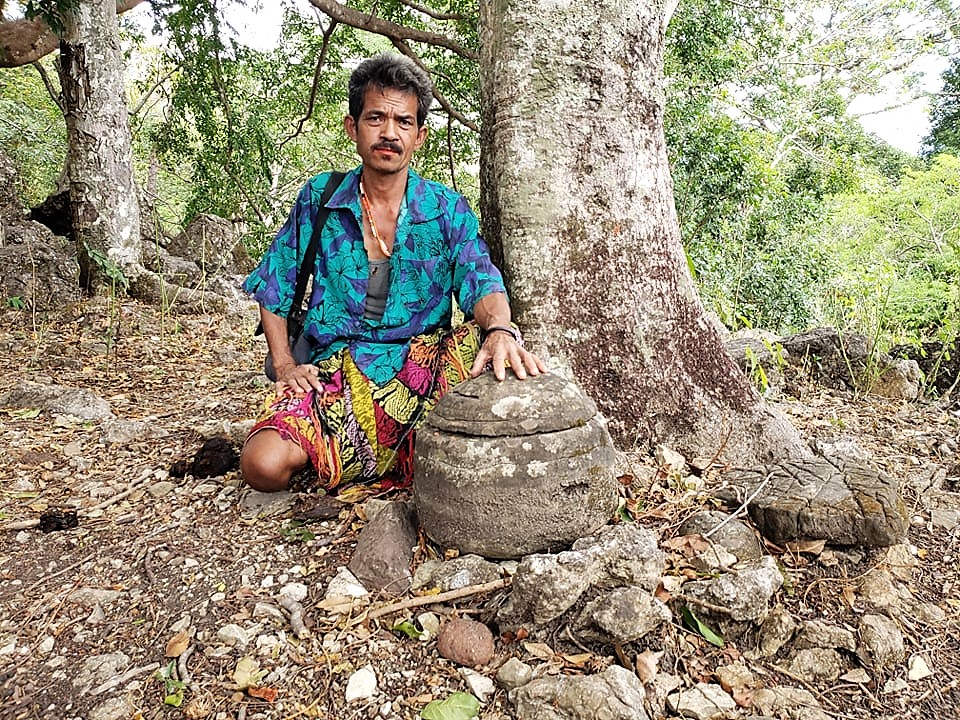
Der mythische Ursprung Oe-Cusses

In der Aldeia Kussi befindet sich ein altes Steingefäß, der Kussi (deutsch Topf mit Wasser), das den mythischen Ursprung des Reiches Oe-Cusse symbolisieren soll.

## Politik

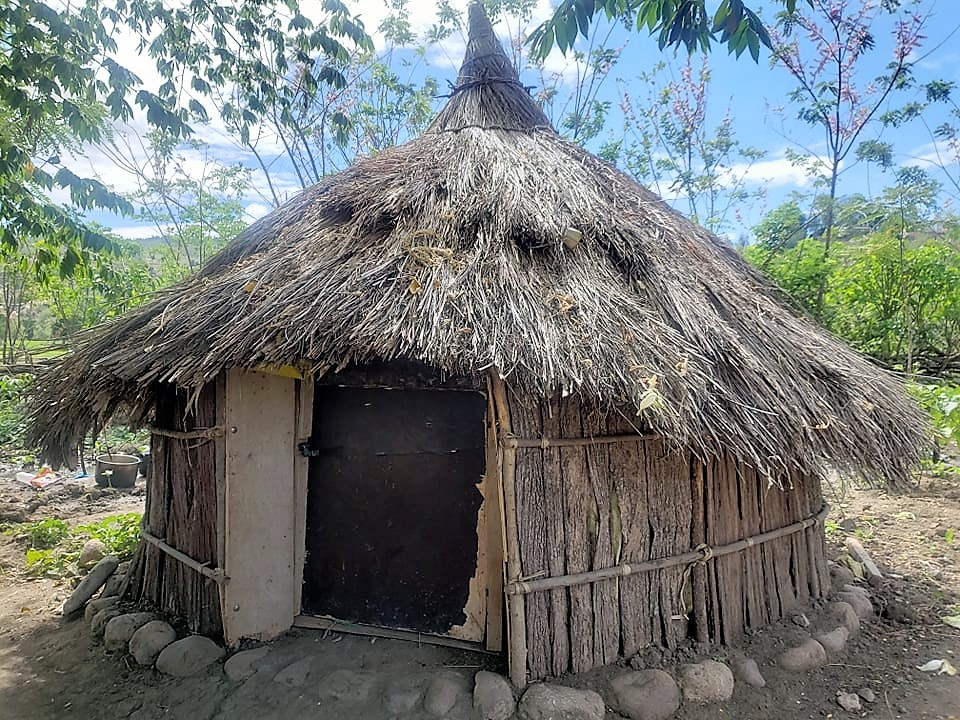
Hütte in Kussi

Bei den Wahlen von 2004/2005 wurde José Seco zum Chefe de Suco gewählt. Bei den Wahlen 2009 gewann José Tefa und wurde 2016 in seinem Amt bestätigt.